# Nikon F-401
Le Nikon F-401 est un appareil photographique reflex mono-objectif autofocus argentique d'entrée de gamme commercialisé par la firme Nikon  de 1987 à 1989.

## Histoire
Successeur des F-301 et F-501 le F-401 est le premier Nikon utilisant le Bio-design et le premier reflex de la marque muni d'un flash escamotable au-dessus du prisme de visée avec mesure TTL capable de doser au mieux lumière artificielle et lumière ambiante.

## Caractéristiques
Cet appareil a apporté de nombreuses évolutions par rapport au F-501, notamment la mesure matricielle (héritée du Nikon FA, mais limitée à 3 zones) avec CPU central et dans l'objectif afin de déterminer automatiquement quelles que soient les conditions de luminosité le meilleur couple vitesse/diaphragme. Ce type de mesure de la lumière est encore rare en 1987. Il intègre également un module AutoFocus plus sensible et plus rapide que celui du F-501, l'AM 200. La mise au point manque toutefois encore de rapidité. L'affichage des fonctions dans le viseur s'il est sommaire est d'une grande simplicité d'utilisation : un voyant vert indique si la netteté est optimale, et trois indications rouges ( -, + et O) indiquent une sous-exposition, une sur-exposition ou une exposition correcte. Les valeurs de vitesse et de diaphragme peuvent être sélectionnées manuellement via deux molettes très pratiques protégées par une plaque de plastique transparent.
Cet appareil permet d'utiliser également une mesure de la lumière plus classique à pondération centrale lorsqu'il est utilisé en mode manuel ou que le bouton de mémorisation d'exposition est pressé.
Ses autres caractéristiques techniques sont assez classiques mais d'un niveau honorable avec notamment une vitesse d'obturation maximale de 1/2000s, largement dans la moyenne des appareils de l'époque.
Contrairement à une idée répandue cet appareil ne fonctionne pas qu'en tout automatique, il est un excellent moyen de débuter sérieusement la photo et se révèle à la fois très précis et endurant, ses seuls gros défauts étant un bruit de fonctionnement élevé et l'absence de prise pour déclencheur souple.

## Versions
Il a existé trois versions du F-401 avec de légères améliorations à chaque fois.
- F-401 : Version initiale, produite de 1987 à1989. Appelé N4004 pour la vente aux États-Unis[1].
- F-401 S : Autofocus amélioré et protection des réglages d'exposition. Fabriqué de 1989 à 1991. Appelé N4004 S pour les États-Unis[1].
- F-401 X : Autofocus dynamique pour les sujets mobiles. Suppression de la plaque en plexiglas au-dessus des molettes de réglage d'exposition. Synchronisation flash au 1/125. Fabriqué de 1991 à 1994. Appelé N5005 pour les États-Unis[1].